# سام جيبسون
سام جيبسون (بالإنجليزية: Sam Gibson)‏ هو لاعب كرة قاعدة أمريكي، ولد في 5 أغسطس 1899 في كينغ في الولايات المتحدة، وتوفي في 31 يناير 1983 في هاي بوينت في الولايات المتحدة.